# Municipio de Montmorency (Illinois)
El municipio de Montmorency (en inglés: Montmorency Township) es un municipio ubicado en el condado de Whiteside en el estado estadounidense de Illinois. En el año 2010 tenía una población de 2612 habitantes y una densidad poblacional de 28,15 personas por km².

## Geografía
El municipio de Montmorency se encuentra ubicado en las coordenadas 41°42′28″N 89°42′0″O / 41.70778, -89.70000. Según la Oficina del Censo de los Estados Unidos, el municipio tiene una superficie total de 92.8 km², de la cual 92,67 km² corresponden a tierra firme y (0,15 %) 0,13 km² es agua.

## Demografía
Según el censo de 2010, había 2612 personas residiendo en el municipio de Montmorency. La densidad de población era de 28,15 hab./km². De los 2612 habitantes, el municipio de Montmorency estaba compuesto por el 97,05 % blancos, el 0,8 % eran afroamericanos, el 0,04 % eran amerindios, el 0,08 % eran asiáticos, el 1 % eran de otras razas y el 1,03 % eran de una mezcla de razas. Del total de la población el 7,08 % eran hispanos o latinos de cualquier raza.